# Ингуансо, Горацио Фернандес
Горацио Фернандес Ингуансо, известный как Эль Пайсано (Льянес, 8 апреля 1911 — Хихон, 21 февраля 1996) —  испанский коммунистический лидер.

## Биография
Сын школьного учителя-социалиста, он с ранних лет участвовал в левых политических организациях. В начале Гражданской войны он вступил в ополчение Коммунистической партии Испании (КПИ), где дослужился до звания лейтенанта артиллерии. Когда Астурия перешла под командование повстанческих войск, он попытался уехать во Францию вместе со своим братом, но был схвачен в Тресвисо и приговорен к смерти. Сначала его отправили в концентрационный лагерь Ла Магдалена, а затем в школу Эсколапиос в Мадриде. Из-за ошибки с фамилией ему удалось остаться еще на один месяц в колледже, что помогло ему избежать казни, так как критерии для казни были изменены.
После освобождения из тюрьмы в 1943 году он вернулся в Хихон. В годы заключения он работал на строительстве дорог и железнодорожной станции Сантандер. В 1945 году его снова арестовали за деятельность против режима Франко. В этот раз его приговорили к 14 годам заключения, хотя в 1954 году он был освобожден.
В 1958 году он снова ушел в подполье и бежал во Францию по поддельным документам. Там он встретил Терезу Хойос, на которой женился в 1962 году. Во время своего изгнания он побывал во многих странах, чередуя это с тайными въездами в Испанию. Во время одного из таких въездов он был схвачен в Мьересе в 1969 году. Он оставался в заключении до смерти Франко — с 1973 года он находился под домашним арестом в Мадриде по состоянию здоровья — и амнистии, объявленной Адольфо Суаресом в июле 1976 года.
После скандального съезда Коммунистической партии Астурии в Перлоре, на котором Висенте Альварес Аресес и другие члены вышли из партии, он стал ее лидером.
Он был членом парламента от КПИ в первых двух легислатурах демократии, и в 1997 году был посмертно награжден Орденом конституционных заслуг.